# Torrecaballeros
Torrecaballeros è un comune spagnolo di 593 abitanti situato nella comunità autonoma di Castiglia e León.